# 好アルカリ菌
好アルカリ菌（こうアルカリきん、Alkaliphile）は、至適生育pHが9以上の微生物である。好アルカリ菌は以下の2群にさらに細かく分割することができる。
- 絶対好アルカリ菌 - pH9以上でのみ生育することができるもの。
- 通性好アルカリ菌 - pH9以上に至適生育pHを示すものの、pH9未満でも生育することができるもの。

pH9以上で生育することはできるが至適生育pHが9未満であるものは、アルカリ耐性菌として区別される。
好アルカリ菌が生産する菌体外酵素は、pHがアルカリ側でも活性を示し安定であるために、工業的利用価値の高いものが存在する。たとえば、アルカリプロテアーゼやアルカリセルラーゼはアルカリ性の洗剤中でも活性が失われないことから洗剤の添加剤として利用されている。
また、好アルカリ菌は生育するために高pH条件とともにナトリウムイオンを要求する。中性細菌は栄養分の取り込みに周りにふんだんに存在する水素イオンを利用しているが、pHが高いと水素イオンが少ないために好アルカリ菌は代わりにナトリウムイオンを利用している。また周りの水素イオンが少ないということは、ピーター・ミッチェルによって提唱された化学浸透圧説に基づくプロトン駆動力を形成することが困難であるため、独自のアルカリ適応機構を持ったATP合成システムを持っていると考えられている。

## 分布
土壌をはじめ、工業排水中やソーダ湖など自然界に広く分布する。

## 歴史
- 1934年 - 炭酸ナトリウムを含む培地で生育する細菌がヴェダー (A. Vedder) によって発見される。
- 1971年 - 掘越弘毅により好アルカリ菌が生産するアルカリプロテアーゼが発見される[1]。

## 主な種類
古細菌
- Natronobacterium gregoryi 至適pH10（生育pH8.5-12） - 高度好塩性を兼ねる（生育塩濃度15%-飽和NaCl）
- Thermococcus alcaliphilus 至適pH9（生育pH6.5-10.5） - 超好熱性を兼ねる（生育温度56-90℃）

真正細菌
- Alkaliphilus transvaalensis 至適pH10（生育pH8.5-12.5）
- Anaerobranca horikoshii 至適pH8.5（生育pH6.9-10.3） - 好熱性を兼ねる（30-66℃）
- Clostridium thermoalcaliphilum 至適pH9.6-10.1（生育pH7-11） - 好熱性を兼ねる（27-57.5℃）
- Desulfonatronovibrio hydyogenovorans 至適pH9.5-9.7（生育pH8.0-10.2）
- Bacillus 〜pH11.0

## 関連用語
- 真正細菌
- 極限環境微生物